# Lògica paraconsistent
Una lògica paraconsistent és un sistema lògic que intenta tractar les contradiccions en una forma discriminada. Alternativament, la lògica paraconsistent és un camp de la lògica que s'ocupa de l'estudi i desenvolupament de sistemes lògics paraconsistents (o "tolerants a la inconsistència"). (En aquest article el terme és utilitzat en les dues accepcions.)
Les lògiques tolerants a la inconsistència hi ha com a mínim des de 1910 (i és possible argumentar que moltíssim abans, per exemple en els escrits d'Aristòtil), però, la paraula paraconsistent ("més enllà de la consistència") va ser encunyada el 1976, pel filòsof peruà Francisco Miró Quesada.

## Definició
En lògica clàssica (com també en lògica intuïtiva i molts altres tipus de lògiques), les contradiccions que impliquen tot. Aquesta curiosa característica, coneguda com el principi d'explosió o ex contradictione sequitur quòdlibet ("a partir d'una contradicció, es pot deduir qualsevol cosa"), es pot expressar formalment com
{\displaystyle A,\neg A\vdash B}
on {\displaystyle \vdash } representa una conseqüència lògica. Per tant, si una teoria conté una única inconsistència, és trivial - això és que tota expressió s'entén com un teorema. La característica distintiva d'una lògica paraconsistent és que rebutja el principi d'explosió. Per tant, a diferència de la lògica clàssica i altres tipus de lògiques, les lògiques paraconsistents poden ser usades per a formalitzar teories inconsistents no trivials.

## Les lògiques paraconsistents són més febles que les lògiques clàssiques
Cal destacar que les lògiques paraconsistents en general són més febles que les lògiques clàssiques, o sigui es poden fer a partir d'elles una menor quantitat d'inferències. (Parlant estrictament, una lògica paraconsistent pot validar inferències que no són vàlides segons formats clàssics, encara que això només passa esporàdicament. El punt important és que una lògica paraconsistent mai no pot ser l'extensió d'una lògica clàssica, és a dir, validar tot allò que és possible validar mitjançant una lògica clàssica.) En aquest sentit, la lògica paraconsistent és més "conservativa" o "cautelosa" que una lògica clàssica.

## Motivació
Una motivació principal per a una lògica paraconsistent és la convicció que s'hauria de poder raonar amb informació inconsistent de manera controlada i discriminadora. El principi d'explosió ho impedeix i, per tant, s'ha d'abandonar. En lògiques no paraconsistents, només hi ha una teoria inconsistent: la teoria trivial que té totes les frases com a teorema. La lògica paraconsistent permet distingir entre teories inconsistents i raonar amb elles. La investigació sobre la lògica paraconsistent també ha conduït a l'establiment de l'escola filosòfica del dialeteisme (especialment defensada per Graham Priest), que afirma que existeixen autèntiques contradiccions a la realitat, per exemple, grups de persones que mantenen opinions contràries a diverses qüestions morals. El fet de ser dialeteista es compromet racionalment a alguna forma de lògica paraconsistent, sempre que s'accepti el trivialisme, és a dir, acceptar que totes les contradiccions (i equivalents totes les afirmacions) són certes. No obstant això, l'estudi de lògiques paraconsistents no comporta necessàriament un punt de vista dialeteista. Per exemple, no cal comprometre's ni amb l'existència de teories veritables ni amb contradiccions reals, sinó que preferiríem un estàndard més feble com l'adequació empírica, tal com proposava Bas van Fraassen.

## Personalitats destacades
Personalidaes destacades en la història i/o el desenvolupament de la lògica paraconsistent són:
- Alan Ross Anderson (Estats Units, 1925-1973). Un dels fundadors de la lògica de rellevància, un tipus de lògica paraconsistent.
- F. G. Asenjo (Argentina)
- Diderik Batens (Bèlgica)
- Castanyoles Belnap (Estats Units, n. 1930). Va treballar amb Anderson en lògica de rellevància.
- Jean-Yves Béziau (França/Suïssa, n. 1965). Ha escrit en forma extensa sobre les característiques estructurals generals i bases filosòfiques de les lògiques paraconsistents.
- Ross Brady (Austràlia)
- Bryson Brown (Canadà)
- Walter Carnielli (Brasil)
- Newton da Costa (Brasil, n. 1929). Un dels primers a desenvolupar sistemes formals de lògica paraconsistent.
- Itala M. L. D'Ottaviano (Brasil)
- J. Michael Dunn (Estats Units). Destacat en lògica de rellevància.
- Stanisław Jaśkowski (Polònia). Un dels primers a desenvolupar sistemes formals de lògica paraconsistent.
- R. E. Jennings (Canadà)
- David Kellogg Lewis (EUA, 1941-2001). Crític de la lògica paraconsistent.
- Jan Lukasiewicz (Polònia, 1878-1956)
- Robert K. Meyer (EUA/Austràlia)
- Chris Mortensen (Austràlia). Ha escrit nombrosos treballs en matemàtiques paraconsistents.
- Val Plumwood [formerly Routley] (Austràlia, b. 1939). Col·laborador assidu de Sylvan.
- Graham Priest (Austràlia). Probablement el més ferm defensor actual de la lògica paraconsistent.
- Francesc Miró Quesada (Perú). Va encunyar l'expressió "lògica paraconsistent".
- Peter Schotch (Canadà)
- B. H. Slater (Austràlia). Un altre tenaç crític de la lògica paraconsistent.
- Richard Sylvan [formerly Routley] (Nova Zelanda/Austràlia, 1935-1996). Destacat en lògica de rellevància i col·laborador freqüent amb Plumwood yPriest.
- Nicolai A. Vasiliev (Rússia, 1880-1940). Primer a construir una lògica tolerant a contradicció (1910).